# クイーンコーラルプラス
クイーンコーラルプラスは、マリックスラインが運航しているフェリー。船名のプラス（PLUS）は、楽しく、心地よい、多目的・実用的な船（Pleasant, Luxury and Utility Ship）を意味するバクロニムである。

## 概要
クイーンコーラル (2代)の代船として神田造船所川尻工場で建造され、2008年12月3日に就航した。
鉄道建設・運輸施設整備支援機構の共有建造制度を利用して建造された鉄道・運輸機構との共有船である。

### 航路
- 鹿児島港（新港） - 奄美大島（名瀬港新港地区） - 徳之島（亀徳港） - 沖永良部島（和泊港） - 与論島（与論港） - 本部港 - 那覇港（那覇ふ頭）

本船とクイーンコーラルクロスで2日に1便を運航する。

## 設計
船体は6層構造で、6Fが操舵室、5Fが乗組員区画および遊歩甲板、4Fが旅客区画、3・2Fは前部が旅客区画、後部が車両搭載区画、1Fは車両搭載区画となっている。両舷船尾にランプウェイを装備しており、トラック、乗用車などをロールオン・ロールオフ方式で車両甲板に搭載するほか、船首甲板がコンテナスペースとなっており、コンテナをデリックによるリフトオン・リフトオフ方式で搭載する。
高齢者、障害者等の移動等の円滑化の促進に関する法律（バリアフリー新法）に基づいて作成された鉄道・運輸機構の旅客船バリアフリーガイドラインに準拠したバリアフリー高度化船である。通常の船内設備に加えて、高齢者や身障者に対応した客室、多機能トイレ、車いす対応エスカレーター、エレベーターなどのバリアフリー設備を備える。

## 船内
1等1名室、2等洋室、ペットルームなどが新たに設けられた。現在運航中の沖縄航路のフェリーの中では唯一、大浴場を設けている。

### 船室
| 等級                      | 部屋数   | 定員  | 設備                             |
| ------------------------- | -------- | ----- | -------------------------------- |
| 特等（洋室）              | 3名×1室  | 3名   | バス・トイレ、テレビ付           |
| 一等（洋室）              | 4名×2室  | 8名   | 二段ベッド、洗面台、テレビ付     |
| 一等（洋室）              | 2名×1室  | 2名   | ツインベッド、洗面台、テレビ付   |
| 一等（洋室）              | 1名×2室  | 2名   | シングルベッド、洗面台、テレビ付 |
| 二等寝台（洋室）          | 8名×6室  | 48名  | 2段ベッド                        |
| 二等（洋室）              | 60名×1室 | 60名  | 2段ベッド                        |
| 二等（和室）              |          | 301名 |                                  |
| 二等（バリアフリー・和室) | 32名×1室 | 32名  |                                  |
| ドライバールーム（洋室)   | 14名×1室 | 14名  |                                  |
| 二等臨時（和室）          |          | 330名 |                                  |

### 設備
パブリックスペース
- 案内所
- エントランスホール
- マルチホール
- ペットルーム
- 喫煙室

供食・物販設備
- レストラン
- 売店

入浴設備
- 展望浴室

娯楽設備
- ゲームコーナー

## 事故・インシデント

### 主機のトラブル
2012年4月27日、17時40分ごろ、徳之島の亀徳港から奄美大島の名瀬港へ向かっていた本船は、徳之島の北東約6.8海里を航行中、潤滑油が漏出して右舷主機を運転出来なくなったため、左舷主機のみで航行を継続した。潤滑油漏出の原因は右舷主機のカム軸端部の軸受ブッシュのメタルが剥離してオイルシールを損傷したためだった。また、2012年8月29日、20時55分ごろ、那覇港から鹿児島港へ向かっていた本船は、与論島の北西約10.6海里を航行中、同様の原因で潤滑油が漏出して左舷主機を運転出来なくなったため、右舷主機のみで航行を継続して、最寄りの与論島茶花港に入港して、当該部を予備品と交換する修理を行った。

### 岸壁への衝突
2014年6月9日、13時43分ごろ、本船は与論港に入港する際、 左舷側からの風および潮流に圧流され、右舷中央部がフェリー岸壁の南東端に衝突した。 衝突により本船は、右舷中央部に亀裂を伴う凹損を生じ、岸壁は端部のコンクリートが欠損した。事故発生時の天候は晴で、約10m/sの東の風が吹いており、フェリー埠頭付近には西寄りの潮流があった。